# 威塔海峡
威塔海峡是位于东南亚小巽他群岛东部的一个海峡，北部为韦塔岛和南部为帝汶岛，同时也分隔了印度尼西亚和东帝汶两国。最窄处宽约36公里。海峡西部为东帝汶的阿陶罗岛，并于翁拜海峡相连，东部与班达海相连。该海峡为美国军舰包括核动力潜艇进出太平洋和印度洋的通道。